# Friedrich Schlosser
Friedrich Karl Daniel Schlosser (* 3. Juli 1859 in Magdeburg; † nach 1907) war ein deutscher Kommunaljurist und preußischer Landrat.

## Leben und Beruf
Schlosser war der Sohn des Amtmanns im Amt Nassau Othmar Schlosser. Schlosser, der evangelischer Konfession war, heiratete Mathilde geborene Neuhauss, die Tochter eines Obersts a. D. in Nassau. Das Paar hatte vier Kinder.
Schlosser studierte Rechts- und Staatswissenschaften und wurde am 17. März 1881 Gerichtsreferendar am Amtsgericht Nassau. Am 2. Juni 1883 wurde er Regierungsreferendar bei der Regierung Trier, wo er am 27. Februar 1886 die Große Staatsprüfung („gut“) ablegte. Seit dem 9. März 1886 war er Regierungsassessor bei der Regierung Magdeburg. 
Seit dem 2. Juli 1888 war er kommissarischer und seit dem 17. Juni 1889 definitiv Landrat des Oberwesterwaldkreises. Zum 22. Juni 1896 wurde er zum Regierungsrat ernannt und am 4. Juli 1896 vorläufig an die Regierung Hannover versetzt. Dort wurde er am 13. Dezember 1904 Verwaltungsgerichtsdirektor. In gleicher Funktion wurde er zum 1. Dezember 1907 nach Minden versetzt. 
Er war Sekondeleutnant, später Hauptmann der Reserve, des Füsilier-Regiments „von Gersdorff“ (Kurhessisches) Nr. 80.

## Auszeichnungen
- Landwehrdienstauszeichnung 1. Klasse
- Roter Adlerorden 4. Klasse